# 马晋生
马晋生（1951年—），中华人民共和国外交官，曾任中华人民共和国驻汉堡总领事和中华人民共和国驻慕尼黑总领事。

## 生平
1975年，毕业于北京外国语学院德语系，赴西德波恩大学进修。1977年，进入中华人民共和国外交部工作，先后在驻联邦德国大使馆、外交部西欧司、外交部办公厅任职。1997年，任驻德国大使馆新闻参赞。2002年，任外交部西欧司参赞。2003年7月，出任中华人民共和国驻汉堡总领事。2009年9月，出任中华人民共和国驻慕尼黑总领事。2011年11月，自驻慕尼黑总领事离任。

## 家庭
已婚，有一女。